# Шебанс (Илиноис)
Шебанс (енгл. Chebanse) град је у америчкој савезној држави Илиноис.

## Демографија
По попису из 2010. године број становника је 1.062, што је 86 (-7,5%) становника мање него 2000. године.
| Група             | 2000.         | 2010.         |
| Белци             | 1.125 (98,0%) | 1.025 (96,5%) |
| Афроамериканци    | 3 (0,3%)      | 6 (0,6%)      |
| Азијати           | 1 (0,1%)      | 1 (0,1%)      |
| Хиспаноамериканци | 13 (1,1%)     | 18 (1,7%)     |
| Укупно            | 1.148         | 1.062         |